# Rega
De Rega is een rivier in het noordwesten van Polen. Ze ontspringt op 146 meter hoogte uit het meer Jeziora Resko in het Pommers Merenplateau en mondt na 168 km bij Dzwirzyno uit in de Oostzee. De rivier heeft een stroomgebied van 2725 km², dat in zijn geheel tot Polen behoort. Onderweg passeert de rivier de steden Świdwin, Łobez, Gryfice en Trzebiatów.
De monding van de Rega bestaat uit twee rivieren: de Oude Rega (Stara Rega) buigt voor Mrzeżyno af naar het oosten en stroomt door het meer Resko Przymorskie (tot 1945 Kamper See) naar Dźwirzyno. De Nieuwe Rega, een gegraven rivierarm, mondt direct bij Mrzeżyno uit in de Oostzee.
De voornaamste zijrivier van de Rega is de Mołstowa, die tussen Gryfice en Trzebiatów in de Rega uitmondt.
- Gemeinsame Normdatei: 4404442-2
- Virtual International Authority File: 245816625